# Erwin Lienhard
Erwin Lienhard (* 16. Januar 1957 in Steinmaur; † 25. Januar 2019) war ein Schweizer Radrennfahrer.

## Sportliche Laufbahn
Lienhard war Spezialist im Querfeldeinrennen (heutige Bezeichnung Cyclocross) und auch im Strassenradsport aktiv. Von 1977 bis 1986 startete er als Berufsfahrer.
1981 konnte er eine Etappe der Tour de Suisse gewinnen. 1978 wurde er Zweiter der nationalen Meisterschaft im Strassenrennen hinter Godi Schmutz. 1979 belegte er in der Kaistenberg-Rundfahrt den zweiten und in der Nordwestschweizer Rundfahrt den dritten Platz. 1980 wurde er erneut Vize-Meister im Strassenrennen und Dritter der Meisterschaft im Querfeldeinrennen. 1981 wurde er in den beiden Meisterschaftsrennen Dritter. 1984 wurde er in der Querfeldeinmeisterschaft Dritter. Im Grand Prix Winterthur 1983 wurde er Zweiter hinter Gilbert Glaus. Lienhard bestritt alle Grand Tours.
| Grand Tour            | 1979 | 1980 | 1981 | 1982 | 1983 | 1984 |
| --------------------- | ---- | ---- | ---- | ---- | ---- | ---- |
| Vuelta a EspañaVuelta | –    | –    | –    | 27   | –    | –    |
| Giro d’ItaliaGiro     | 21   | 61   | 19   | –    | –    | DNF  |
| Tour de FranceTour    | –    | –    | –    | 95   | –    | –    |

Die Tour de Suisse fuhr Lienhard neunmal. 1978 kam er auf den 9. Platz, 1979 und 1980 auf den 11. Rang.
Bei den Cyclocross-Weltmeisterschaften der Profis 1978 wurde Lienhard 6., 1979 5., 1980 6., 1981 7., 1982 13. und 1984 13.  

## Familiäres
Sein Bruder Willi Lienhard und sein Sohn Fabian Lienhard waren ebenfalls Radrennfahrer.